# Cyril Nelson Lowe
Cyril Nelson Lowe, MC, DFC, britanski ragbist, častnik, vojaški pilot in letalski as, * 7. oktober 1891, Holbeach, Lincolnshire, † 6. februar 1983. 
Lowe je med prvo svetovno vojno dosegel 9 zračnih zmag. Pred in po prvi svetovno vojni je bil v angleški ragbijski reprezentanci, pri čemer je odigral 25 mednarodnih tekem.